# كريس فيليبس
كريس فيليبس (بالفرنسية: Chris Philipps)‏ (8 مارس 1994 لوكسمبورغ - ) هو لاعب كرة قدم لوكسمبورغي، يلعب كمدافع.

## روابط خارجية
- كريس فيليبس على موقع الاتحاد الدولي (مؤرشف)  (الإنجليزية)
- كريس فيليبس على موقع الاتحاد الأوربي (الإنجليزية)
- كريس فيليبس على موقع قاعدة بيانات كرة القدم.إي يو (الإنجليزية)
- كريس فيليبس على موقع بيانات كرة القدم. دي إي (الألمانية)
- كريس فيليبس على موقع ناشيونال فوتبول تيمز (الإنجليزية)
- كريس فيليبس على موقع Soccerway.com (الإنجليزية)
- كريس فيليبس على موقع عالم كرة القدم.نت (الإنجليزية)
- كريس فيليبس على موقع AS.com (الإسبانية)